# Kris Berry
Kris Berry, artiestennaam van Kristel de Haak (Curaçao, 1982), is een Curaçaose zangeres.
In 2011 werd ze door Radio 6 uitgeroepen tot het eerste Soul & Jazz-talent. Dat jaar stond ze ook op het North Sea Jazz Festival. In 2012 won ze een Radio 6 Talent Award en verscheen haar succesvolle debuutalbum Marbles onder het label WJS Recordings, waarmee ze door Nederland toerde en shows in Londen en Berlijn opvoerde. In 2013 verscheen Lovestruck Puzzles, een album dat ze samen met componist-producer Perquisite maakte; hun gezamenlijke single Let Go werd een 3FM Megahit.

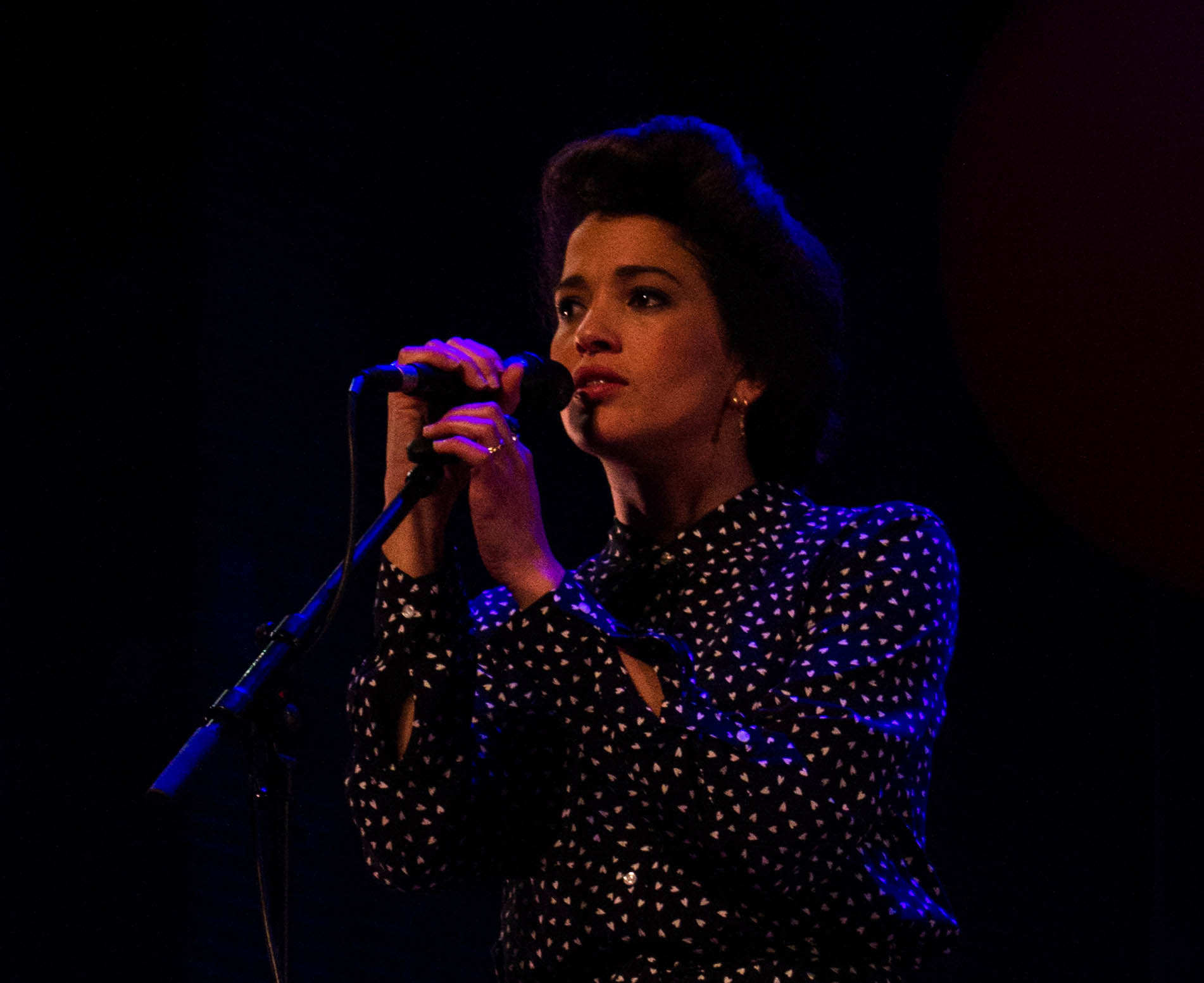
TEDxAmsterdam in 2014.

In 2014 trad ze op bij TEDxAmsterdam.
Op 19 mei 2017 bracht Kris Berry het album Berry Street uit. Ze nam het album op met de New Yorkse producers Chris Soper en Jesse Singer. Het duo werkte eerder samen met John Legend, The Roots en Chef'Special. De eerste single van het nieuwe album heet Hold On.

## Discografie

### Albums
- Marbles (2012)
- Lovestruck Puzzles (2013) (samen met Perquisite)
- Berry Street (2017)
- Raís (2020) (samen met Randal Corsen en Jean-Jacques Rojer)
- N.O.W. (2022)